# Dominik Popp
Dominik Popp (* 20. April 1995) ist ein ehemaliger österreichischer Fußballspieler.

## Karriere
Popp begann seine Karriere beim SV Absam. 2007 spielte er ein Jahr für den FC Wacker Innsbruck. 2009 wechselt er in die AKA Tirol. 2012 kehrte er zum FC Wacker Innsbruck zurück. Bis 2014 spielte er für die Regionalligamannschaft. Sein Profidebüt gab er am 17. Spieltag 2014/15 gegen den LASK Linz.
Zur Saison 2016/17 wechselte er zum Ligakonkurrenten WSG Wattens.
Nach der Saison 2016/17 verließ er die Wattener und beendete seine Karriere verletzungsbedingt im Alter von 22 Jahren.
Seit 2019 betreibt Popp einen Onlineshop für Nahrungsergänzungsmittel unter der Marke Health Routine.